# Idarnes incerta
Idarnes incerta är en stekelart som först beskrevs av William Harris Ashmead 1900.  Idarnes incerta ingår i släktet Idarnes och familjen fikonsteklar. Inga underarter finns listade i Catalogue of Life.